# 7-я смешанная авиационная дивизия
7-я смешанная авиационная дивизия (7-я сад) — воинское соединение Вооружённых Сил СССР в Великой Отечественной войне, переформированное в 1942 году в Управление ВВС 3-й ударной армии.

## История наименований дивизии
- 7-я смешанная авиационная дивизия;
- ВВС 3-й ударной армии;
- 211-я ближнебомбардировочная авиационная дивизия[1];
- 211-я ночная бомбардировочная авиационная дивизия[1];
- 211-я штурмовая авиационная дивизия[1];
- 211-я штурмовая авиационная Невельская дивизия[1];
- 211-я штурмовая авиационная Невельская Краснознамённая дивизия[1];
- 211-я штурмовая авиационная Невельская Краснознамённая ордена Суворова дивизия[1];
- 211-я штурмовая авиационная Невельская дважды Краснознамённая ордена Суворова дивизия[1];
- 211-я штурмовая авиационная Невельская ордена Ленина дважды Краснознамённая ордена Суворова дивизия[1];
- 211-я истребительно-бомбардировочная авиационная Невельская ордена Ленина дважды Краснознамённая ордена Суворова дивизия[1];;
- Войсковая часть (Полевая почта) 35528[1].

## История и боевой путь дивизии
Дивизия сформирована в июне 1940 года в Прибалтийском военном округе. На 22 июня 1941 года управление дивизии базировалась в Митаве; полки, входящие в состав дивизии базировались на аэродромах Шавли, Митаве, Паневежиса. Имела в своём составе 188 самолётов, из них 24 неисправных. С начала войны действует в Прибалтике, понесла очень большие потери, затем отступает на восток, в течение июля 1941 года действует в Псковской области, с августа 1941 по февраль 1942 года действует в Новгородской области, в районе Демянска.
На 4 июля 1941 года имела в составе 26 самолётов (2 И-16, 19 И-15 бис, 2 И-153 и 3 СБ), при личном составе: командного- 536 человек, младшего командного состава — 1422 человека, рядовых — 1260. Всего — 3218. На 8 июля 1941 года имела в распоряжении только 21 самолёт.
Части дивизии в ходе приграничных боев сдерживали наступающие немецкие части группы армий «Север» в Прибалтике, прикрывали войска фронта, отступавшие к городам Старая Русса и Холм. В июле и августе поддерживала войска 11-й и 34-й армий в ходе контрударов под Сольцами и Старой Руссой, осенью вели боевые действия в составе ВВС 34-й армии восточнее Демянска.
В январе 1942 года дивизия участвовала в Торопецко-Холмской операции, поддерживая наступление 3-й ударной армии на холмском направлении. Дивизия базировалась в январе на аэродромах
Мартюшино, Павлиха, Жары, Лежнево, Залучье, Пено. В феврале — на аэродромах Торопец и Пено. Штаб дивизии располагался в деревне Перелесок, город Пено и затем город Торопец.
По состоянию на 11 февраля 1942 года дивизия насчитывала 48 боеготовых самолётов: Як-1 — 8 (163-й иап), И-16 — 15 (728-й иап), Р-5 — 7 (621-й нбап), У-2 — 18 (9 — 670-й лбап и 9 — 663-й лбап). 22 февраля 1942 года обращена на формирование Управления ВВС 3-й ударной армии.
В составе действующей армии дивизия находилась с 22 июня 1941 года по 22 февраля 1942 года.

## Состав дивизии
На 22.06.1941 года
Управление — с 20 июня переведено на запасной командный пункт в лес в 5 км Ю-В г. Шауляй
- 9-й скоростной бомбардировочный авиационный полк — Паневежис
- 10-й истребительный авиационный полк — Шавли
- 46-й скоростной бомбардировочный авиационный полк — Шавли
- 238-й истребительный авиационный полк (в стадии формирования) — Паневежис
- 241-й штурмовой авиационный полк (в стадии формирования) — Митава

В разное время
- 411-й ближне-бомбардировочный авиационный полк (13.07.1941 — 22.08.1941), расформирован[7],
- 46-я отдельная разведывательная авиационная эскадрилья[7];
- 62-й штурмовой авиационный полк[8] (с 14.08.1941 г. по 28.08.1941), Ил-2, аэродромы Выползово, Едрово.
- 243-й штурмовой авиационный полк[8][9] (c 16.08.1941 г. по 19.09.1941), убыл в Воронеж, Ил-2.
- 6-й истребительный авиационный полк (00.12.1941 — 08.02.1941)
- 9-й скоростной бомбардировочный авиационный полк (06.1940 — 25.06.1941)
- 10-й истребительный авиационный полк (15.07.1940 — 16.07.1941), Шяуляй (до 22.06.1941 г.)
- 31-й скоростной бомбардировочный авиационный полк
- 41-й истребительный авиационный полк (14.08.1941 — 06.10.1941)
- 46-й скоростной бомбардировочный авиационный полк
- 163-й истребительный авиационный полк[10] (январь-февраль 1942)
- 238-й истребительный авиационный полк
- 241-й штурмовой авиационный полк (с мая 1941 по 02 июля 1941)
- 272-й истребительный авиационный полк (00.10.1941 — 20.11.1941)
- 415-й истребительный авиационный полк (24.08.1941 — 27.09.1941)
- 621-й ночной бомбардировочный авиационный полк (У-2, Р-5)[11] (07.01.1942 — 22.02.1942), 17.03.1942 г. переформирован в 621-й шап
- 663-й легко-бомбардировочный авиационный полк (У-2)[11] — 10.05.1942), расформирован
- 670-й лёгкий бомбардировочный авиационный полк (У-2)[12] (31.12.1941 — 22.02.1942), расформирован 03.03.1942 г.
- 728-й истребительный авиационный полк (22.01.1942 — 15.05.1942), передан в состав 212-й смешанной авиадивизии 3-й воздушной армии Калининского фронта[10].

## Подчинение
| Дата            | Фронт (округ)         | ВВС армии             | Корпус | Примечания |
| --------------- | --------------------- | --------------------- | ------ | ---------- |
| 22.06.1941 года | Северо-Западный фронт | -                     | -      | -          |
| 01.07.1941 года | Северо-Западный фронт | -                     | -      | -          |
| 10.07.1941 года | Северо-Западный фронт | -                     | -      | -          |
| 01.08.1941 года | Северо-Западный фронт | -                     | -      | -          |
| 01.09.1941 года | Северо-Западный фронт | ВВС 11-й армии        | -      | -          |
| 01.10.1941 года | Северо-Западный фронт | ВВС 11-й армии        | -      | -          |
| 01.11.1941 года | Северо-Западный фронт | -                     | -      | -          |
| 01.12.1941 года | Северо-Западный фронт | -                     | -      | -          |
| 01.01.1942 года | Северо-Западный фронт | -                     | -      | -          |
| 01.02.1942 года | Калининский фронт     | ВВС 3-й ударной армии | -      | -          |

## Командиры
- полковник Петров Павел Максимович[3] (08.08.1940 — 21.01.1942)
- полковник Самохин Иван Климентьевич[3] (22.01.1942 — 22.02.1942)